# Eclissi solare del 22 luglio 2009
L'eclissi solare del 22 luglio 2009 è un evento astronomico che ha avuto luogo il suddetto giorno attorno alle ore 2:36 UTC.